# Max-Planck-Schule (Kiel)
Die Max-Planck-Schule, Gymnasium der Landeshauptstadt Kiel, wurde 1907 gegründet.

## Geschichte

### Vorgeschichte
1861 fand eine Schulreform statt, im Rahmen derer eine neue Schulart gegründet wurde: die höhere Bürgerschule für Jungen und für Mädchen. Die Höhere Knabenbürgerschule zog in den Buchwaldtschen Hof, die Mädchenschule befand sich im Jahnschen Hof am Kleinen Kiel, heute zwischen Jensendamm und Martensdamm. 1870 wurde die Knabenschule zur Realschule, 1873 zur Realschule II. Ordnung anerkannt. Die Schule bezog 1877 ein neues Schulgebäude im Knooper Weg. 1882 wurden die ersten Abiturprüfungen abgelegt und die Schule Oberrealschule. 1897 wurden 4 Realklassen und 3 Vorschulklassen von der Oberschule abgetrennt und mit der Angliederung von Realgymnasialklassen begonnen. Die so entstandene „Doppelanstalt“ trug ab März 1903, nach dem ersten Abiturientenexamen, die Bezeichnung „Reform-Realgymnasium mit Realschule“. 1904 wurde die Schule zu einem Reformrealgymnasium.
Die Schule erfuhr in den darauf folgenden Jahren einen so rapiden Anstieg der Schülerzahlen, dass 1906 beschlossen wurde, den Realschulzweig abzutrennen. Aus dem Reform-Realgymnasium entwickelte sich die heutige Humboldt-Schule in Kiel, und die Realschule sollte zur Oberrealschule ausgebaut werden. Als Geburtsstunde der neuen Schule, der heutigen Max-Planck-Schule, kann die erste Konferenz des Kollegiums am 9. April 1907 unter der Leitung des ersten Direktors Fritz Heyer angesehen werden.

### Gründung der Schule
Die Schule wurde 1907 als „Oberrealschule II am Königs-Wege“ gegründet, wobei vorübergehend die Gebäude des Buchwaldtschen Hofs genutzt werden mussten, bevor 1908 das neue Schulgebäude am Königsweg bezugsfertig war. Mit 10 Klassen und 4 Vorklassen umfasste die Oberrealschule zu ihrer Eröffnung 556 Schüler und 17 Lehrkräfte.
Die „Real- und höheren Bürgerschulen“ des 19. Jahrhunderts waren als Alternative zum humanistischen Gymnasium mit seinem Primat der alten Sprachen konzipiert worden. Da sie ebenfalls bis zu den höchsten schulischen Vorbildungsstufen führten, waren sie in ihrem Rang vergleichbar mit Gymnasien und Realgymnasien. Im Gegensatz zum Gymnasium fand kein Unterricht im Lateinischen und Griechischen statt. Stattdessen wurde gesteigerter Wert auf fremde Sprachen wie Englisch und Französisch gelegt und eine ausgiebige Ausbildung in Mathematik und den Naturwissenschaften angestrebt. Nach diesem Leitbild der „Real- und höheren Bürgerschulen“ war auch die „Oberrealschule II am Königs-Wege“ aufgebaut. Dabei lag eine besondere Gewichtung auf den Fächern Physik und Chemie, die im neuen Schulgebäude Fachräume mit beachtlicher Ausstattung erhielten. Die Max-Planck-Schule steht bis heute in dieser naturwissenschaftlichen Tradition.

### Die Schule zur Zeit des Nationalsozialismus
Im Zuge der nationalsozialistischen Schulreform wurde die Schule 1937/38 in „Oberschule für Jungen am Königswege“ umbenannt. Aussagekräftige Zeugnisse über den Einfluss des Nationalsozialismus auf das Schulgeschehen an der Oberschule sind bislang nicht vorhanden. Dennoch kann davon ausgegangen werden, dass auch hier die nationalsozialistische Indoktrination den Schulalltag maßgeblich beeinflusste. Hierzu sei die Aussage eines damaligen Schülers angeführt:
„Mit der Machtergreifung des Nationalsozialismus wurden für die Schule bald neue Zeichen gesetzt: 1935 waren von den fast 500 Schülern keine 100 mehr unorganisiert. Flaggenparaden, der Hitlergruß vor und nach dem Unterricht, Schulveranstaltungen in Uniform, Staatsjugendtag – der Sonnabend frei für die Veranstaltungen der Hitlerjugend –, das war auch hier das überall gewohnte Bild; im Übrigen konnte sich die OR II ihre Eigenständigkeit im innerschulischen Bereich weitgehend bewahren.“ (aus der Festschrift der Max-Planck-Schule zur 75-Jahrfeier, 1982 in)
In den letzten Kriegsjahren wurde der Schulalltag immer stärker von den Luftangriffen auf Kiel bestimmt. Das Schulgebäude am Königsweg wurde von anglo-amerikanischen Bomben nahezu vollständig zerstört.

### Neubeginn als Max-Planck-Schule
Nach der Zäsur des Zweiten Weltkriegs beschloss der „Hauptausschuss für Schule und Kultur der Stadt Kiel“ im Jahr 1947 die Umbenennung der Lehranstalt, die inzwischen als Gymnasium geführt wurde, in „Max-Planck-Schule“. Die Stadt wollte damit den Physiker Max Planck ehren. Max Planck, der am 23. April 1858 in Kiel geboren worden war, erhielt gleichfalls im Jahr 1947 die Ehrenbürgerschaft der Landeshauptstadt.
In einem Brief vom 19. Mai 1947 gab Max Planck seine Zustimmung zu der Namensgebung:
„ […] Ich fühle mich durch die Absicht des Hauptausschuss für Schule und Kultur, die Oberschule in Max-Planck-Schule umzubenennen, sehr geehrt und erkläre gerne meine Zustimmung. Ich wünsche der Schule mit ihrem neuen Namen befriedigendes Gelingen.“
Diese Namensgebung wurde am 10. Oktober 1947, nur wenige Tage nach dem Tode von Max Planck, im Rahmen der Festlichkeiten zum 40-jährigen Jubiläum der Schule gefeiert.
Die Nachkriegszeit war auch für die Max-Planck-Schule eine Zeit des Mangels und der Unterricht fand in notdürftig hergerichteten Klassenräumen statt, bis die Schule 1955 in das neue Gebäude am Winterbeker Weg ziehen konnte.

### Schulreformen in den 1970er Jahren
Anfang der 70er Jahre begann eine Zeit verstärkter bildungspolitischer Reformen. Es kam unter anderem zur Einführung der Orientierungsstufe und der Studienstufe sowie zur Umstellung der Schule auf die Koedukation. Mit dem Beginn des Schuljahrs 1971 nahm die Max-Planck-Schule erstmals auch Sextanerinnen auf: 47 Mädchen und 100 Jungen wurden damals eingeschult.

## Architektur und Gebäude

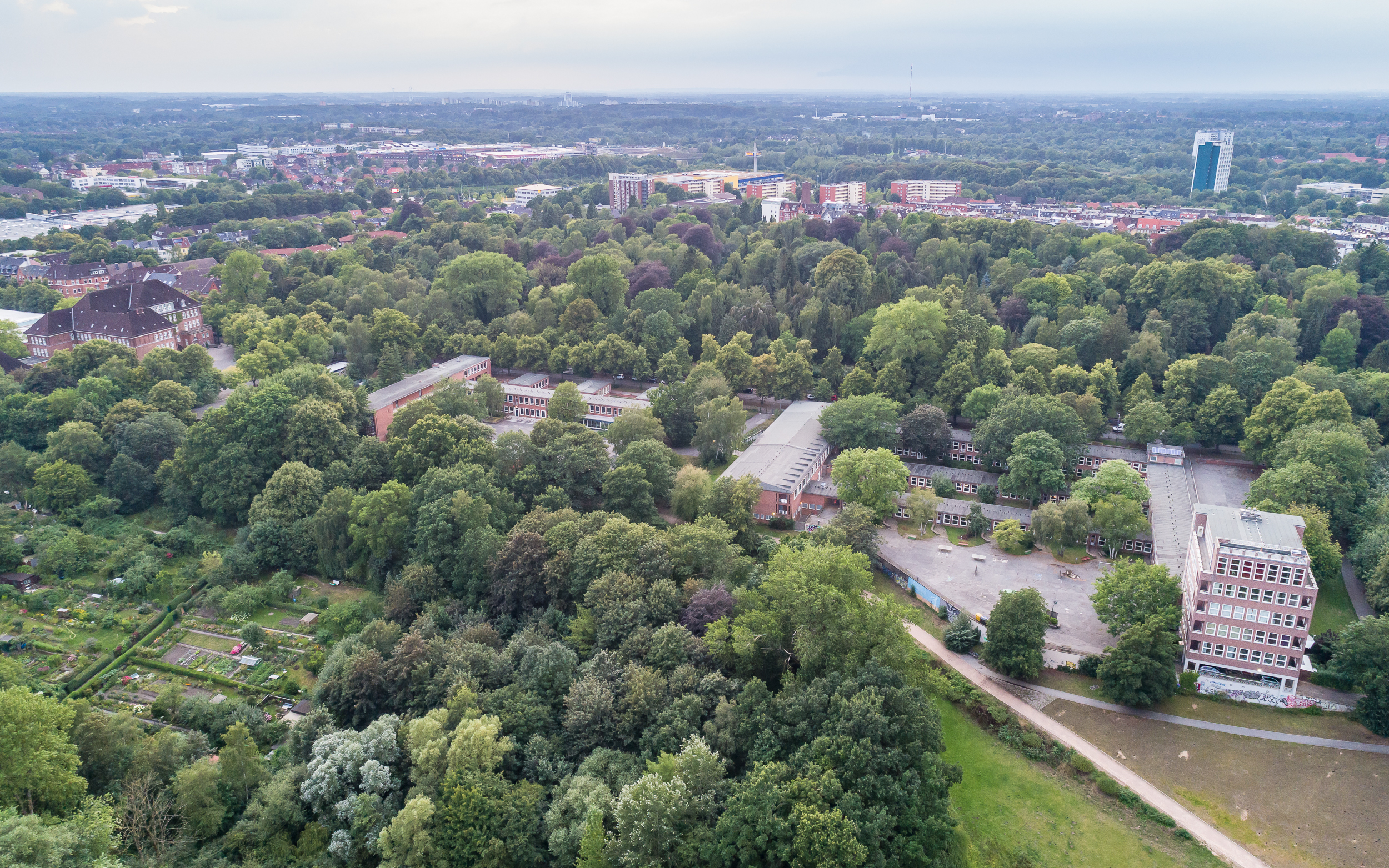
Die an die Moorteichwiese angrenzende Max-Planck-Schule in Kiel.

Ab 1949 begann die Stadt Kiel mit dem Neubau von Schulen. Der Architekt Rudolf Schroeder (1897–1965) war als Leiter des Hochbauamtes Kiel für den Kieler Nachkriegsschulbau verantwortlich. Er entwarf dafür den Schultyp der Pavillonschule, der noch heute das Kieler Stadtbild prägt und der Stuttgarter Schule zuzuordnen ist. Von 1952 bis 1955 entstand in dieser Weise auch das Gebäude der Max-Planck-Schule am Winterbeker Weg. In den Jahren 1956–1958 wurde zunächst die Jahnschule in direkte Nachbarschaft gebaut, bevor 1959/1960 die Turnhalle der Max-Planck-Schule fertiggestellt wurde. Insgesamt wurden von 1949 bis in die 70er Jahre über 20 Kieler Schulen nach dem „Schroederschen Schulmodell“ errichtet, zum Beispiel die Kieler Goetheschule, die Hebbelschule und die Friedrich-Junge-Schule.
Die Schule liegt in einer Reihe anderer Schulen entlang einem zur Moorteichwiese abfallenden Endmoränenhang am Winterbeker Weg, von dort wird sie auch erschlossen. Die Kamm-Anlage mit einem Nord-Süd-Verwaltungsriegel und davon im Westen abzweigenden Pavillon-Klassenreihen wird im Süden von einem mehrgeschossigen Fachraum-Turm gegen die südliche Parkanlage abgeschlossen. Im obersten Turmgeschoss befindet sich ein Raum mit weitem Blick über den Kieler Süden, der im Wesentlichen als Musikraum dient und zu besonderen Anlässen als Hauptversammlungsraum verschiedene Funktionen übernimmt. Den westlichen Abschluss der Schulanlage bildet die Sporthalle mit im Untergeschoss integrierter Lehrschwimmhalle. Den Erdgeschossklassen ist jeweils eine geschützte Grünzone für möglichen Außenunterricht zugeordnet; dem südlichsten Kammbereich ist zudem der Südschulhof vorgelagert, der westlich des Fachraum-Turmes den Abschluss der Schulanlage zu den Moorteichwiesen fortsetzt.
Die Gesamtanlage verfügt über einen zweiten Schulhof im Nordosten, der durch den Verwaltungstrakt im Westen und den Fachraum-Turm im Süden begrenzt wird. Die Außensportanlagen sind für alle Schulen am Winterbeker Weg im südöstlichen Bereich der Moorteichwiesen integriert.

## Schulprogramm
Die Schule ist als dreistufiges Gymnasium konzipiert.
In der Orientierungsstufe werden Konfliktlösungsstrategien im Rahmen von „Lions Quest“ vermittelt. Statt Förderkursen in Religion wird Philosophieunterricht angeboten. In der Mittelstufe werden zweite und dritte Fremdsprache mit gleicher Stundenzahl unterrichtet.
Eine Besonderheit der Max-Planck-Schule ist zudem die Möglichkeit, in der Oberstufe Rudern und Segeln als Schwerpunkt im Fach Sport zu wählen.
Für die Wahl der Prüfungsfächer im Abitur bietet die Schule an, Sport als viertes Prüfungsfach zu wählen.
Die Max-Planck-Schule nimmt am von der EU geförderten Comenius-Programm teil, in dem die Zusammenarbeit aller europäischen Schulen gefördert wird. Seit 2010 ist sie ein Kompetenzzentrum für Begabtenförderung und arbeitet hierbei mit der Deutschen Gesellschaft für das hochbegabte Kind zusammen. Für das langjährige Engagement und erfolgreiche Beiträge im Jugend-forscht-Wettbewerb wurde sie als „Jugend-forscht-Schule des Jahres 2014“ ausgezeichnet.

## Zusatzangebote
Angeboten werden eine Schach-AG, der DELF Sprachdiplomkurs, Kurse für Jugend forscht, Klima, der Aqua-Terra AG für Biologie, Foto- und Zeitungs-AG sowie Medien- und IT-orientiere Angebote.
Das Angebot an klassischer Musik im Streichorchester, Flöten- und Geigen-AG sowie drei Chören wird durch zwei Big Bands mit modernerer Musik ergänzt. Ein Sprachkurs Spanisch und weitere Sportangebote ergänzen den freiwilligen Bereich.
Seit Gründung der Schule wurden zur Förderung des Gemeinschaftssinns, neben „meist ganztägigen Klassenausflügen“ und „mehrtägigen Wanderungen“, Sportwettkämpfe durchgeführt. An dieser Stelle sei die Gründung des Schüler-Ruderclubs „O.R.R.C. Wiking“ im Jahre 1908 erwähnt, der seither eng mit der Schule verbunden ist. Auch heutzutage wird Rudern in Zusammenarbeit mit dem „O.R.R.C. Wiking“ als freiwillige AG und als Sport-Kurs (siehe Schulprogramm) angeboten.

## Persönlichkeiten
- Dominik Simmen (* 1999) Musiker, Sänger und Entertainer, Teilnehmer bei DSDS 2022
- Fin Bartels (* 1987), Fußballspieler
- Hans-Peter Bartels (* 1961), Politiker (SPD), seit Mai 2015 Wehrbeauftragter des Deutschen Bundestages.
- Kurt-Walter Hanssen (1903–1945), Jurist und NS-Funktionär
- Tobias Homp (* 1963), langjähriger Fußballspieler beim Hamburger SV
- Wilhelm Johannsen (1897–1938), Kunstlehrer 1925 bis 1934
- Hans-Gert Kahle (* 1944), Professor für Geodäsie und Photogrammetrie (ETH Zürich), forschte unter anderem während und nach Apollo 17 (seismische und gravimetrische Messungen; Mondproben).
- Wolfram Knauer (* 1958), Musikwissenschaftler, seit 1990 Direktor des Jazzinstituts Darmstadt, 2008 Louis Armstrong Professor of Jazz Studies, Columbia University
- Gerd Koll (1938–2013), Spieler und Trainer von Holstein Kiel
- Theodor Möller (1873–1953), Lehrer von 1908 bis 1923, war ein Kieler Schriftsteller und Heimatforscher. In Elmschenhagen ist eine Grund- und Hauptschule nach ihm benannt.
- Karsten Ocker (1945–2015) Inspekteur des Sanitätsdienstes
- Eberhard Oertel (1937–2019), Maler und Kunsterzieher.
- Frank Schepke (1935–2017) und Kraft Schepke (1934–2023), gewannen im Rudern 1960 in Rom olympisches Gold im Deutschland-Achter
- Klaus Rehder (1933–2018), Vizeadmiral, stellvertretender NATO-Kommandeur
- Wilhelm Sievers (1896–1966), Politiker (NSDAP, CDU)
- Diether Trede (1932–2008), Lehrer und Studiendirektor i. R., ehemaliger Stürmer bei Holstein Kiel
- Thomas Walde (* 1963), ZDF Polit-Korrespondent
- Jürgen Weber (* 1955), Politiker (SPD), seit 1996 Mitglied des Schleswig-Holsteinischen Landtages
- Ulrich Burdack (* 1982), Opernsänger